# Shahabuddin Ahmed
Shahabuddin Ahmed (bengalisch: শাহাবুদ্দিন আহমেদ, Śāhābuddin Āhamed; * 1. Februar 1930 im Dorf Pemoi, Distrikt Netrakona, Bengalen, Britisch-Indien; † 19. März 2022 in Dhaka) war ein Mitglied des Obersten Gerichtshofs von Bangladesch und  Staatspräsident seines Landes.

## Leben
Ahmed trat 1954 zunächst in die öffentliche Verwaltung Pakistans ein, wechselte 1960 jedoch in den Justizdienst.
Etwas mehr als einen Monat nach der Unabhängigkeit Bangladeschs am 16. Dezember 1971 wurde er am 20. Januar 1972 zum Richter am Obersten Gerichtshof (High Court) des neuen Landes berufen. Im Januar 1990 wurde er Präsident des Obersten Gerichtshofes (Chief Justice).
Nach dem Rücktritt von Hossain Mohammad Ershad nach von der Opposition organisierten landesweiten Protesten wurde er am 6. Dezember 1990 aufgrund der Verfassung kraft Amtes amtierender Staatspräsident. Er erlangte als solcher weltweite Anerkennung für die Durchführung der ersten fairen und freien Wahl des Landes, aus der am 20. März 1991 Khaleda Zia als erste weibliche Premierministerin von Bangladesch hervorging. Nach dem Amtsantritt von Abdur Rahman Biswas als neuer Staatspräsident am 10. Oktober 1991 kehrte er als Chief Justice an den Obersten Gerichtshof zurück und trat im Januar 1995 in den Ruhestand.
Im Juli 1996 wurde er auf Vorschlag der neuen Premierministerin Hasina Wajed zum Staatspräsidenten gewählt und trat dieses Amt am 9. Oktober 1996 als Nachfolger von Biswas an. Am 14. November 2001 übergab er dieses Amt an seinen gewählten Nachfolger A. Q. M. Badruddoza Chowdhury.
Er starb am 19. März 2022 im Alter von 92 Jahren.